# Calcul réversible
Le calcul réversible est un domaine de l'informatique qui s'intéresse au fait de pouvoir inverser (physiquement ou logiquement) un calcul. Il s'agit d'un domaine transversal, qui a des applications allant de l'architecture matérielle à l'algorithmique répartie en passant par le  calcul quantique.
D'un point de vue physique, cela implique que ce calcul n'implique pas de phénomène dissipatif conduisant à une augmentation de l'entropie ; bien qu'il soit physiquement impossible d'atteindre cet objectif du fait du second principe de la thermodynamique, s'en rapprocher permet l'augmentation de l'efficacité des processeurs. En effet, la puissance des processeurs peut être améliorée en augmentant leur fréquence d'horloge ; une limite à cette méthode est une tendance à la surchauffe. Un processeur capable de calculs peu dissipatifs, et donc générant peu de chaleur, permettra d'adopter une fréquence d'horloge plus élevée. 
D'un point de vue logique, cela implique de ne pas perdre d'information afin de pouvoir rétablir un état précédent du calcul. Par exemple, l'addition n'est pas réversible car si, en partant de 3 et 5, on peut calculer leur somme (3+5 = 8), on ne peut pas, en revanche, retrouver les deux opérandes à partir du résultat. En effet, 3 et 5 sont une possibilité, mais 2 et 6 une autre, et sans information supplémentaire, on ne peut pas retrouver les opérandes initiales.

## Circuits
Certaines portes logiques sont dites réversibles lorsqu'elles implémentent une fonction inversible. L'exemple le plus simple de porte logique réversible est la fonction NON (dont l'inverse est aussi NON). D'autres exemples importants sont les portes de Toffoli et de Fredkin (en), qui sont à la fois universelles et réversibles.